# Cérilly (Allier)
Cérilly é uma comuna francesa na região administrativa de Auvérnia-Ródano-Alpes, no departamento Allier. Estende-se por uma área de 69,17 km². Em 2010 a comuna tinha 1 331 habitantes (densidade: 19,2 hab./km²).